# レイ・ダンドリッジ
レイモンド・エミット・"レイ"・ダンドリッジ（Raymond Emmitt "Ray" Dandridge、 1913年8月31日 - 1994年2月12日）は、1930～1940年代にアメリカ合衆国のニグロリーグやラテンアメリカの野球リーグで活躍していた野球選手。主なポジションは三塁手。バージニア州リッチモンド生まれ。右投げ右打ち。

## 来歴・人物
プロ選手としての経歴は、1933年のデトロイト・スターズ入団から始まり、同年いくつかの球団に所属した後、1934年以降は主にニューアーク（ドジャーズ、イーグルス）の主力選手として活躍する。ダンドリッジは小柄で『O脚』（がに股）だったそうだが、当初からその守備における柔らかいグラブ捌きと肩の強さを評価されていたようで、主に三塁手を勤めていたが内野はどこでもこなせていたようである。モンテ・アーヴィンはダンドリッジの守備について、「金を払って見る価値のある守備だった」と評している。
また打撃面では三振を殆どせず、広角に打ち返すことのできたバットコントロールの持ち主だった。ニグロリーグでは毎年3割を大きく超える打率を残し、またヒットエンドランなども器用にこなしていたそうである。ニグロリーグにおいては、1935年に打率.368を打ち、また年代は下るが1944年にニューアークに復帰した年にはリーグの最多安打、最多得点、最多塁打と、.370の打率を残している。
1939年以降、ダンドリッジはより高い収入を得ようと、活動の場をニグロリーグからラテンアメリカの野球リーグに移し始めていた。1940年以降の主な活躍の舞台はメキシコリーグで、およそ11年リーグに在籍していた。1945年頃は監督兼任選手をしていたが、彼はこの年当時の連続試合安打のメキシコリーグ記録を打ちたて、チームをリーグ制覇にも導く活躍をしていた。ダンドリッジがアメリカに戻ってきたのは1949年で、この時はニューヨーク・キューバンズの選手兼任監督だった。
前後してジャッキー・ロビンソンがブルックリンと契約し、メジャーリーグの『カラーライン』は既に破られはじめていた。ダンドリッジも当時クリーブランド・インディアンスのオーナーをしていたビル・ベックからインディアンスへの入団の誘いを受けている。しかしこの時は契約の折り合いがつかずインディアンス入団は実現しなかった。1949年、35歳の時にニューヨーク・ジャイアンツとの入団に合意し、ジャイアンツのファーム組織であるトリプルAのミネアポリスに所属、同年にトリプルAで打率.363を記録する。翌1950年にはミネアポリスをリーグ制覇に導く活躍をし、またリーグの最優秀選手にも選ばれた。しかしジャイアンツはついにダンドリッジをメジャーに昇格させることはなかった。選手生活が残り少なくなっていたダンドリッジは、ミネアポリスのファームで当時まだ若かったウィリー・メイズに様々な助言や援助を与えたという。
1987年にベテランズ委員会がアメリカ野球殿堂入り選手に選出したが、メイズは選出にあたって「ダンドリッジはメジャーでの私の大きな力となった。レイは既に私の体の一部だ。この事実は見落とすことができない。」と述べている。1994年フロリダ州にて死去。

## 記録・表彰等
- 現役通算打率：.355
- キューバ・ウィンターリーグ11年間の通算打率：.282
- メキシコリーグ9年間の通算打率：.343